# Chanteloup-les-Bois
Chanteloup-les-Bois ist eine französische Gemeinde mit 712 Einwohnern (Stand: 1. Januar 2022) im Département Maine-et-Loire in der Region Pays de la Loire. Sie gehört zum Arrondissement Cholet und ist Mitglied im Gemeindeverband Cholet Agglomération. Die Einwohner werden Cantelupiens und Cantelupiennes genannt.

## Geografie

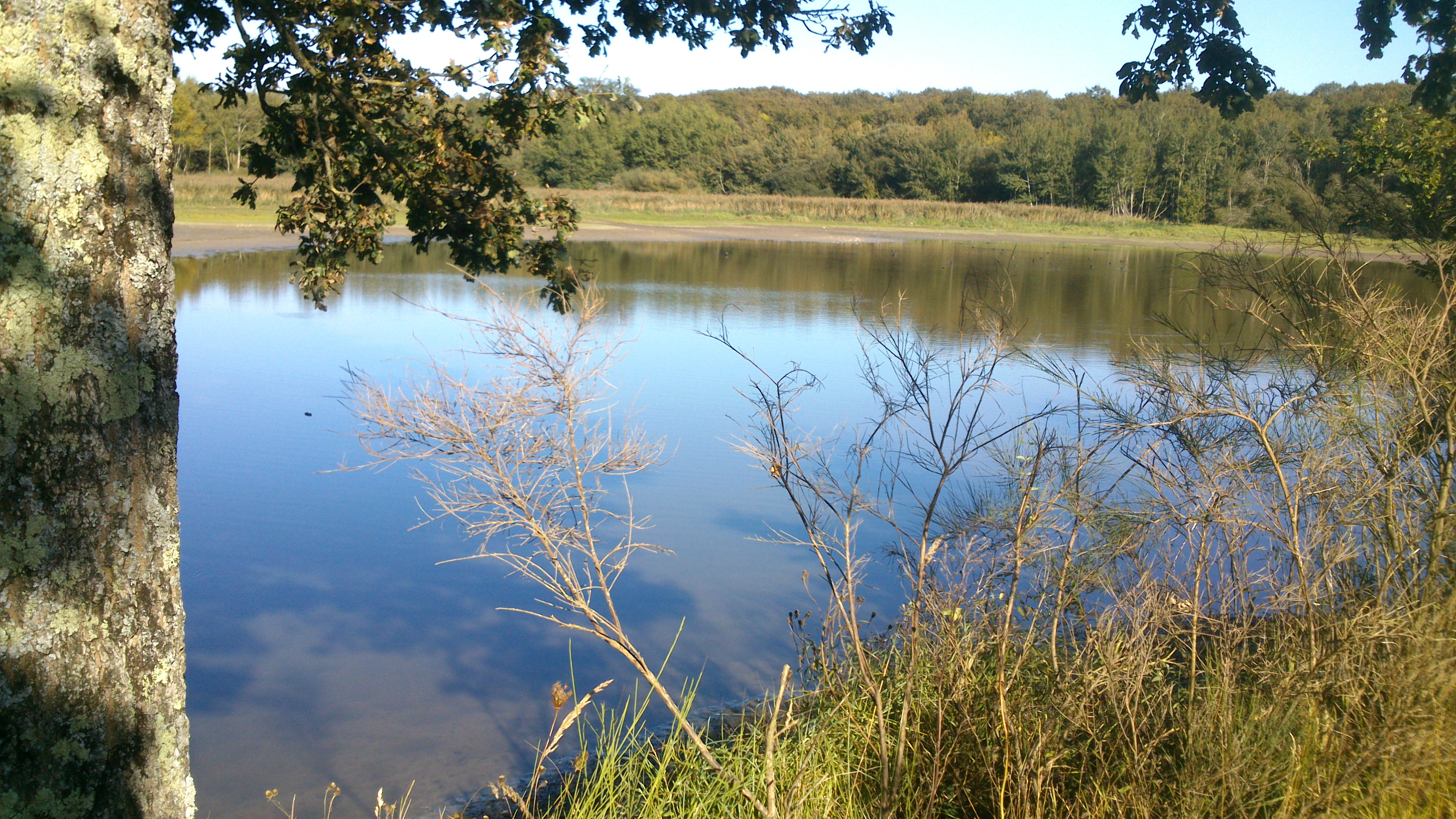
Étang de Peronne

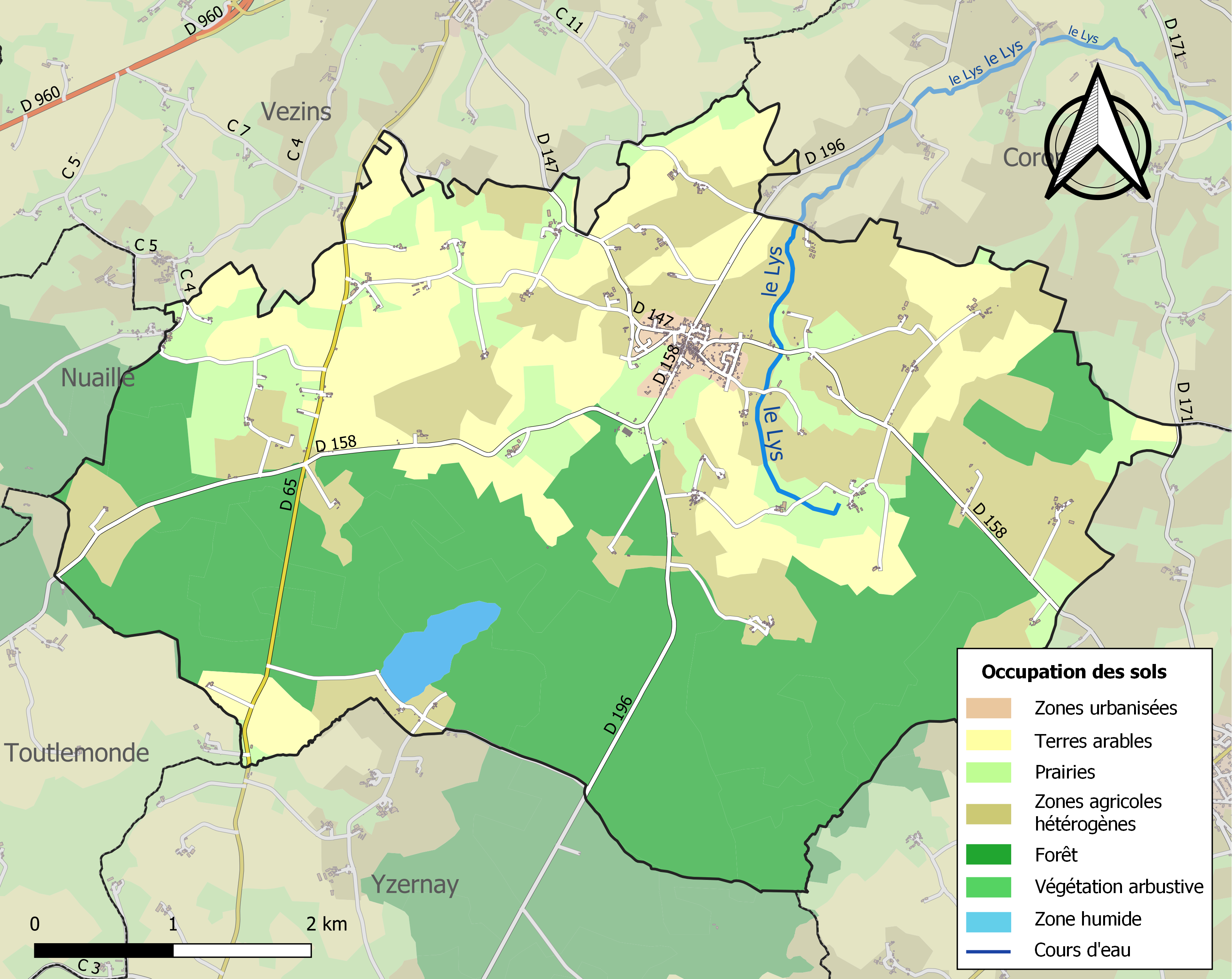
Bodennutzung, Hydrografie und Infrastruktur der Gemeinde (2018)

Chanteloup-les-Bois liegt etwa 15 Kilometer ostnordöstlich von Cholet und etwa 43 Kilometer südsüdwestlich von Angers in der Région naturelle Mauges. Die Gemeinde befindet sich im Einzugsgebiet der Loire und wird hauptsächlich vom Lys und vom Trézon entwässert, die beide im Gemeindegebiet entspringen. Während der Lys in nordöstlicher Richtung verläuft, strömt der Trézon in südwestlicher Richtung und durchfließt dabei den Étang de Peronne.
Teile des Gebiets von Chanteloup-les-Bois gehören zu den ZNIEFF-Naturzonen „Massif forestier de Nuaille-Chanteloup“ (520004464), „Zone à l’ouest des Poteries“ (520012921) und „Étang de Peronne“ (520015092). Über die Hälfte der Fläche der Gemeinde wird landwirtschaftlich genutzt, etwa 43 % sind bewaldet, insbesondere durch den Forêt de Vezins im Süden der Gemeinde.
Umgeben wird Chanteloup-les-Bois von den Nachbargemeinden Vezins im Nordwesten und Norden, Coron im Nordosten und Osten, La Plaine im Osten und Südosten, Yzernay im Süden, Toutlemonde im Südwesten sowie Nuaillé im Westen.

## Bevölkerungsentwicklung
| Chanteloup-les-Bois: Einwohnerzahlen von 1800 bis 2020                                                                     | Chanteloup-les-Bois: Einwohnerzahlen von 1800 bis 2020 | Chanteloup-les-Bois: Einwohnerzahlen von 1800 bis 2020 | Chanteloup-les-Bois: Einwohnerzahlen von 1800 bis 2020 | Chanteloup-les-Bois: Einwohnerzahlen von 1800 bis 2020 |
| --- | ------------------------------------------------------ | ------------------------------------------------------ | ------------------------------------------------------ | ------------------------------------------------------ |
| Jahr |                                                        |                                                        |                                                        | Einwohner                                              |
| 1800 | 1800                                                   |                                                        | 1.008                                                  | 1.008                                                  |
| 1806 | 1806                                                   |                                                        | 840                                                    | 840                                                    |
| 1821 | 1821                                                   |                                                        | 857                                                    | 857                                                    |
| 1831 | 1831                                                   |                                                        | 997                                                    | 997                                                    |
| 1836 | 1836                                                   |                                                        | 1.029                                                  | 1.029                                                  |
| 1841 | 1841                                                   |                                                        | 1.050                                                  | 1.050                                                  |
| 1846 | 1846                                                   |                                                        | 1.086                                                  | 1.086                                                  |
| 1851 | 1851                                                   |                                                        | 1.134                                                  | 1.134                                                  |
| 1856 | 1856                                                   |                                                        | 1.102                                                  | 1.102                                                  |
| 1861 | 1861                                                   |                                                        | 1.132                                                  | 1.132                                                  |
| 1866 | 1866                                                   |                                                        | 1.108                                                  | 1.108                                                  |
| 1872 | 1872                                                   |                                                        | 1.059                                                  | 1.059                                                  |
| 1876 | 1876                                                   |                                                        | 1.018                                                  | 1.018                                                  |
| 1881 | 1881                                                   |                                                        | 974                                                    | 974                                                    |
| 1886 | 1886                                                   |                                                        | 977                                                    | 977                                                    |
| 1891 | 1891                                                   |                                                        | 908                                                    | 908                                                    |
| 1896 | 1896                                                   |                                                        | 895                                                    | 895                                                    |
| 1901 | 1901                                                   |                                                        | 854                                                    | 854                                                    |
| 1906 | 1906                                                   |                                                        | 830                                                    | 830                                                    |
| 1911 | 1911                                                   |                                                        | 773                                                    | 773                                                    |
| 1921 | 1921                                                   |                                                        | 696                                                    | 696                                                    |
| 1926 | 1926                                                   |                                                        | 681                                                    | 681                                                    |
| 1931 | 1931                                                   |                                                        | 689                                                    | 689                                                    |
| 1936 | 1936                                                   |                                                        | 640                                                    | 640                                                    |
| 1946 | 1946                                                   |                                                        | 634                                                    | 634                                                    |
| 1954 | 1954                                                   |                                                        | 591                                                    | 591                                                    |
| 1962 | 1962                                                   |                                                        | 582                                                    | 582                                                    |
| 1968 | 1968                                                   |                                                        | 542                                                    | 542                                                    |
| 1975 | 1975                                                   |                                                        | 523                                                    | 523                                                    |
| 1982 | 1982                                                   |                                                        | 605                                                    | 605                                                    |
| 1990 | 1990                                                   |                                                        | 664                                                    | 664                                                    |
| 1999 | 1999                                                   |                                                        | 632                                                    | 632                                                    |
| 2006 | 2006                                                   |                                                        | 670                                                    | 670                                                    |
| 2013 | 2013                                                   |                                                        | 712                                                    | 712                                                    |
| 2020 | 2020                                                   |                                                        | 692                                                    | 692                                                    |
| Quelle(n): EHESS/Cassini bis 1999, INSEE ab 2006 Anmerkung(en): Ab 1962 offizielle Zahlen ohne Einwohner mit Zweitwohnsitz |                                                        |                                                        |                                                        |                                                        |

## Sehenswürdigkeiten
- Ehemalige Windmühlen im Weiler Péronne, errichtet zwischen 1811 und 1850, seit 1978 als Monument historique eingeschrieben
- Pfarrkirche Saint-Michel aus dem 19. Jahrhundert
- Mehrere Wegekreuze

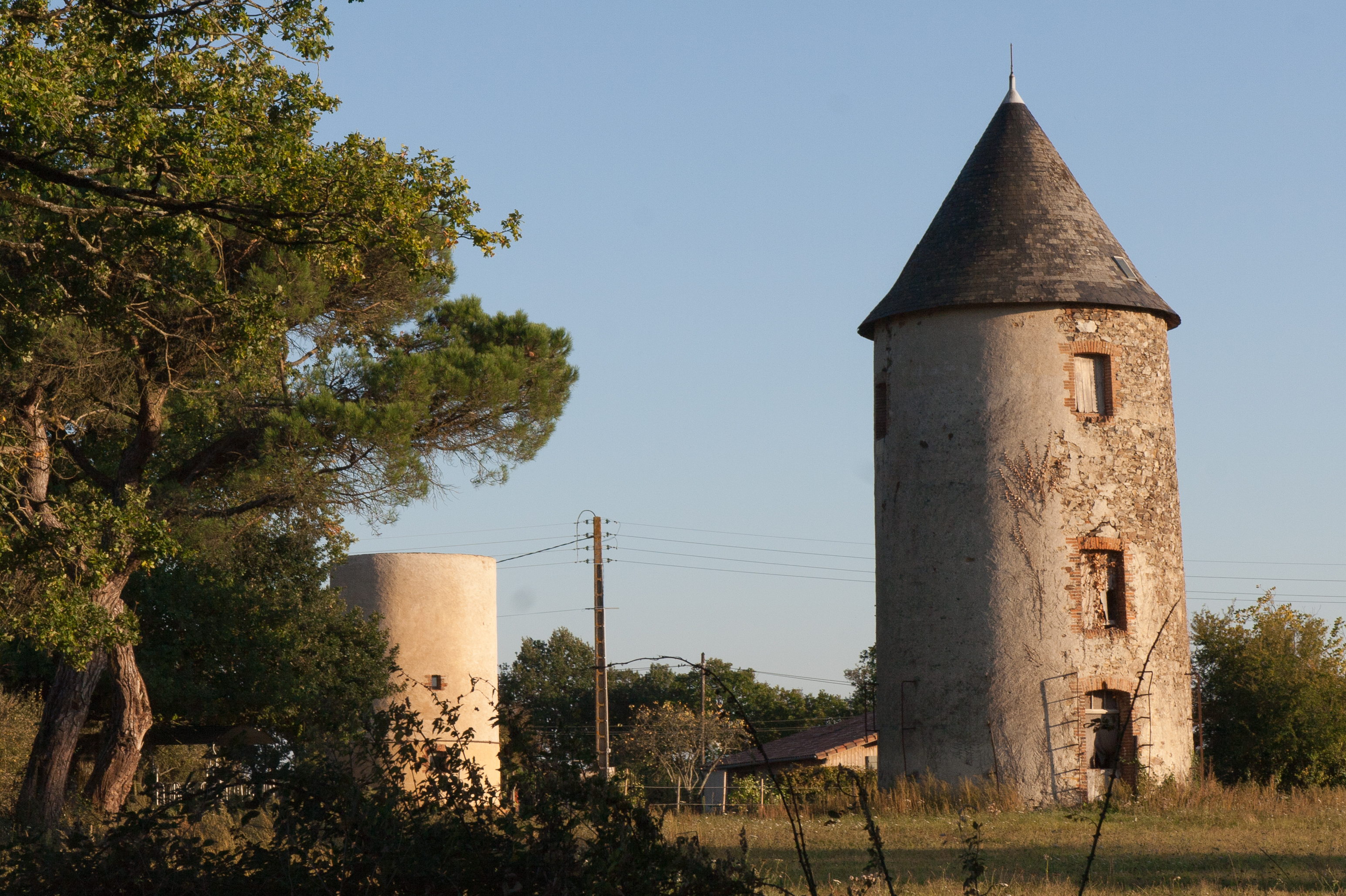
Windmühlen von Peronne
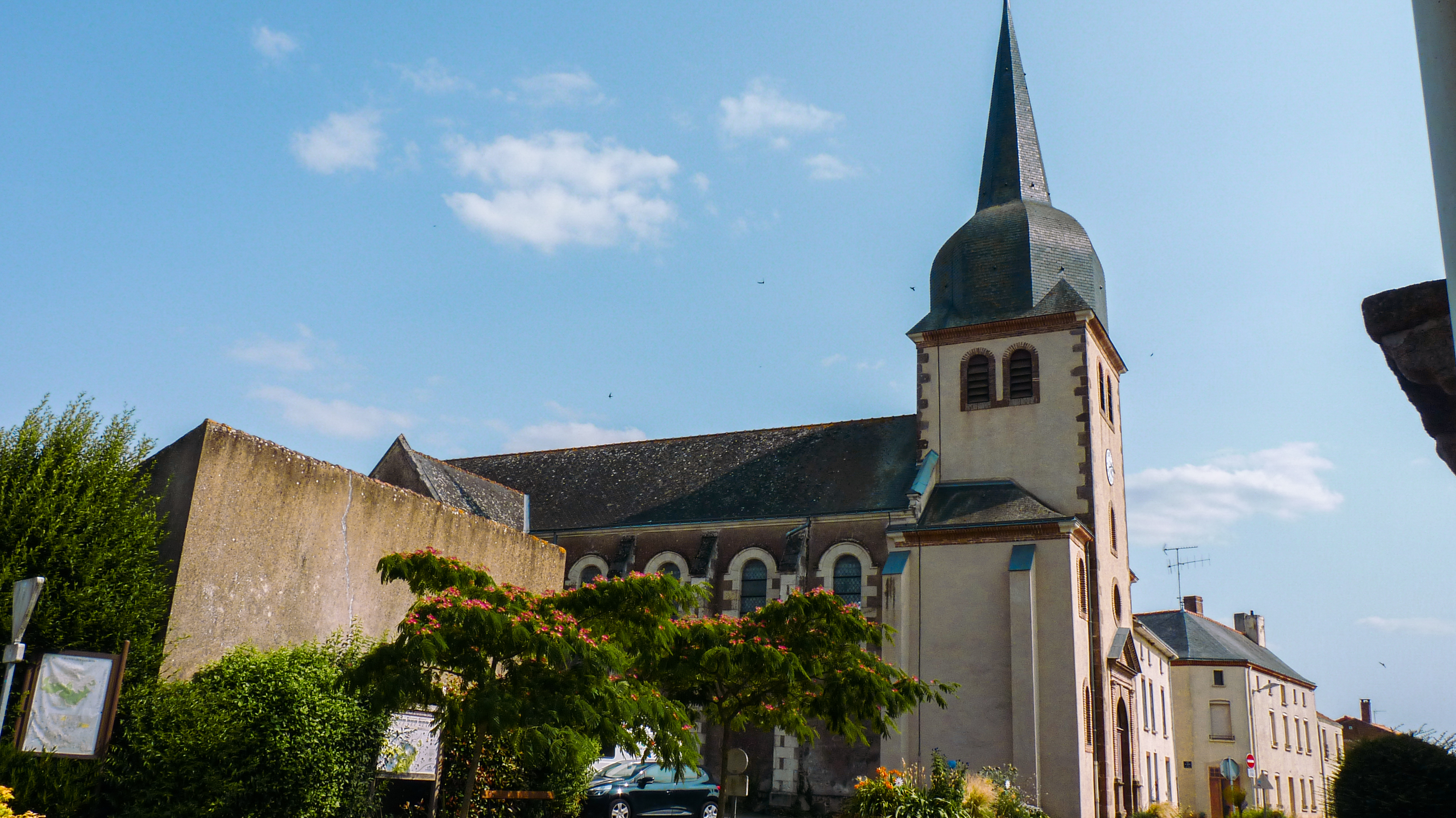
Pfarrkirche Saint-Michel

## Verkehr
Die Departementsstraße D 65 von Vezins nach Maulévrier durchquert das westliche Gemeindegebiet von Nord nach Süd. Die nachgeordneten Departementsstraßen D 147, D 158 und D 196 verbinden das Zentrum von Chanteloup-les-Bois mit den Nachbargemeinden. Eine Buslinie der Transportgesellschaft Choletbus des Gemeindeverbands verbindet die Gemeinde mit Cholet und Lys-Haut-Layon über Vezins.